# مركبة بيونير الزهرة المدارية
مركبة بيونير الزهرة المدارية، المعروفة أيضًا باسم بيونير الزهرة 1 أو بيونير 12، كانت مهمةً فضائية أمريكية إلى كوكب الزهرة كجزءٍ من مشروع بيونير الزهرة. انطلقت المركبة الفضائية في مايو 1978 على قمة صاروخ أطلس- سنتور، ودخلت في مدارٍ إهليلجي حول الزهرة في 4 ديسمبر 1978. استمرت المركبة بإرسال بياناتٍ عن كوكب الزهرة حتى أكتوبر 1992.

## انطلاق المركبة ووصولها إلى الزهرة
انطلقت مركبة بيونير الزهرة المدارية على متن صاروخ »أطلس إس إل في-3 دي سنتور-دي 1 إيه آر« الذي انطلق من مجمع الإطلاق إيه 36 في قاعدة كيب كانافيرال للقوات الجوية. جرى الإطلاق في الساعة 13:13:00 في 20 مايو 1978، ووُضعت المركبة المدارية في مدارٍ شمسيّ المركِز يقودها إلى كوكب الزهرة. دخلت المركبة في مدارٍ حول الزهرة في 4 ديسمبر 1978.

## وصف المركبة الفضائية
صُنعت المركبة من قِبل شركة طائرات هيوز، واعتمد تصميم المركبة على نموذج الحافلة الفضائية »إتش إس-507.« بُنيت المركبة الفضائية على شكل أسطوانةٍ مسطحة، بقطر 2.5 متر (8.2 قدم) وطول 1.2 متر (3.9 قدم). ثُبتت جميع الأجهزة والأنظمة الفرعية للمركبة على الطرف الأمامي من الأسطوانة، باستثناء مقياس المغناطيسية، الذي كان مُثبتًا على نهاية ذراعٍ بطول 4.7 متر (15 قدمًا). وُضعت الألواح الشمسية على طول محيط الأسطوانة. وفر هوائيٌ طبقيٌ دوّار بقطر 1.09 متر (3 أقدام و7 بوصات) اتصالًا مع الأرض بنطاقي إس وإكس. تمتعت المركبة بمحركٍ يعمل بالوقود الصلب من نوع ستار-24 لتزويدها بالدفع اللازم للدخول في مدارٍ حول الزهرة.
من لحظة دخول المركبة في مدارٍ حول الزهرة حتى تاريخ يوليو 1980، حافظت المركبة على ارتفاع حضيض مدارها بين 142 و253 كيلومترًا (88 و157 ميلًا) (عند خط عرض 17 درجة شمالًا) لتسهيل قياسات الرادار والغلاف الأيوني. كانت المركبة الفضائية تدور في مدار ذي فترةٍ مدارية تساوي 24 ساعة وبأوجٍ ارتفاعه 66900 كيلومتر (41600 ميل). بعد ذلك، جرى رفع حضيض المدار حتى 2290 كيلومترًا (1420 ميلًا) كحدٍ أقصى ثم جرى خفضه، للحفاظ على الوقود.
في عام 1991، أُعيد تفعيل جهاز التخطيط المداري لدراسة الأجزاء الجنوبية من الكوكب التي تعذّر الوصول إليها سابقًا، بالتزامن مع مركبة ماجلان الفضائية التي وصلت حديثًا. في مايو 1992، بدأت بيونير الزهرة المرحلة الأخيرة من مهمتها، التي حافظت خلالها على ارتفاع حضيض مدارها بين 150 و250 كيلومترًا (93 و155 ميلًا)، حتى نفاد وقودها، ليتدهور مدارها بعد ذلك بشكلٍ طبيعي. استمرت المركبة الفضائية بإرسال البيانات حتى 8 أكتوبر 1992، إذ وصلت آخر إشارةٍ في الساعة 19:22 بالتوقيت العالمي المُنسق. تفككت بايونير الزهرة أثناء دخولها غلاف الزهرة الجوي في 22 أكتوبر 1992.